# Jaromír Vochala
Jaromír Vochala (Janovice, 1927. szeptember 24. – 2020. június 25.) cseh sinológus, nyelvész, egyetemi tanár.

## Élete és munkássága
Jaromír Vochala a második világháború idején géplakatos szakmunkásnak tanult (1942–1945), majd a háború után Tessénybe, az üzleti akadémiába iratkozott be. Az iskola elvégzése után, 1949-ben Vysokéban folytatta egyetemi tanulmányait, ahol politikai gazdaságtant hallgatott. 1952-ben ösztöndíjat nyert Kínába. Kínai tartózkodása idején annyira megkedvelte a kínai nyelvet és írást, hogy felvételét kérte a Pekingi Egyetemre, ahol 1958-ban szerzett diplomát az Ortografické problémy po reformě čínského písma című szakdolgozata megvédésével.
Még Kínában megismerkedett és feleségül vette egyik diáktársát, Wang Ruzhent (Ru-chen Vochalovou), akivel munkássága során több kínai nyelvkönyvet is közösen írt.
Miután feleségével együtt Kínából hazatért Csehszlovákiába, cseh nyelvet tanított külföldiek számára, majd 1960-ban állást kapott a prágai Károly Egyetemen, ahol modern és klasszikus kínai nyelvet oktatott.
Doktori disszertációját 1969-ben sikeresen megvédte, de politikai okokból húsz évig nem kapta meg a hivatalos minősítést. Bár végig az egyetem elismert oktatója volt, hivatalosan csak 1990-ben nevezték ki docenssé. Kinevezését követően nem sokkal később nyugdíjba vonult, de továbbra sem hagyott fel munkájával. 2011-ben a Konfucius v zrcadle Sebraných výroků című disszertációjával habilitált.

### Főbb publikációi
Jaromír Vochala számos, cseh nyelven íródott a kínai nyelvvel és írással kapcsolatos mű szerzője, jegyzett tankönyveket, de a cseh–kínai, kínai–cseh szótár összeállítása is a nevéhez fűződik.
Válogatás az angol nyelvű publikációból:
- A Contribution to the Problem of Delimiting Grammatical and Lexical Meaning of Elementary Linguistic Units in Chinese (Archiv orientální, 1964, 32)
- Some Remarks on the Analysis of Chinese Characters. In: Monumenta Serica, Journal of Oriental Studies (XXVI, 1967)
- On the Nature of Chinese Characters. In: Charles University on Far Eastern Culture (Praha, 1968)
- The Problem of Effective Character-writing (ed. M. Novák). In: Charles University on Far Eastern Culture (Praha, 1968)
- Formal Aspects of the Chinese Graphemic System. In: New Methods of Analysis in Oriental and African Studies. Studia Orientalia Pragensia V (Praha: Charles University, 1972)
- Specificity of Monosyllabic Denominations in Chinese Semantic and Graphemic Systems. In: Asian and African Linguistic Studies, Studia Orientalia Pragensia IX (Praha: Univerzita Karlova, 1979)
- Specific Features of Chinese Characters and Some of the Problems Involved in their Reform (Archiv orientální, 1981, 49)
- Some Remarks Towards New Phraseological Expressions in Modern Chinese (ed. Ž. Vochalová). In: Asian and African Linguistic Studies II. Studia Orientalia Pragensia XIV (Praha: Univerzita Karlova, 1985)
- A Few Notes to the Analysis of the Chinese Writing System. In: Problemy jazyków Azji i Afryki (Warszawa, 1987)
- A Note on Chinese Syntax. In: Asian and African Linguistic Studies III. Studia Orientalia Pragensia XVII (Praha: Univerzita Karlova 1988)
- Chinese Characters and the Problems of the Science of Script. In: Acta Universitatis Carolinae, Philologica 3, Phonetica Pragensia VII (Praha: Univerzita Karlova, 1985)